# 렉스 도닝
렉스 도닝(Rex Downing, 1925년 4월 25일 ~ 2020 )은 미국의 배우이다.
샌프란시스코에서 태어났다.

## 영화
- 하베스트 오브 리뎀션 (2007년)
- 히 워키드 바이 나이트 (1948년)
- 댓 하겐 걸 (1947년)
- 배니싱 버지니안 (1942년)
- 혈과 사 (1941년)
- 카벨 수녀 이야기 (1939년)
- 폭풍의 언덕 (1939년)
- 제너럴 스팬키 (1936년)